# Mandya

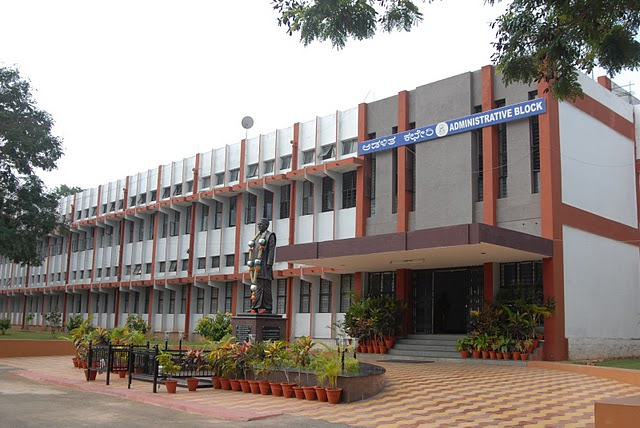
Collegebyggnad i Mandya.

Mandya är en stad i den indiska delstaten Karnataka och är centralort i ett distrikt med samma namn. Folkmängden uppgick till 137 358 invånare vid folkräkningen 2011.